# Leporillus
Leporillus es un género de roedores miomorfos de la familia Muridae conocidos vulgarmente como ratas constructoras. Las especies de este género son endémicas de Australia.
Son ratas de gran tamaño con largas orejas similares a las de las ratas conejo de Australia (Conilurus). Su nombre vulgar alude a la costumbre de estos roedores de construir grandes nidos con palos  y ramas de hasta 90 cm de alto y 120 cm de diámetro donde establecen una pequeña comunidad de ratas.

## Especies
Se han descrito las siguientes especies:
- Leporillus apicalis
- Leporillus conditor